# Mandi
Mandi (arabsky مندي) je tradiční pokrm, který pochází z oblasti Hadramaut v Jemenu. Skládá se převážně z masa a rýže se směsí koření a vaří se v zemní peci. Konzumuje se ve většině Arabského poloostrova a vyskytuje se také v Egyptě, Levantě, Turecku, Kérale a jihovýchodní Asii.

## Etymologie
Slovo mandi pochází z arabského slova nada, což znamená rosa, a zrcadlí tak vlhkou "rosnou" strukturu masa.

## Technika

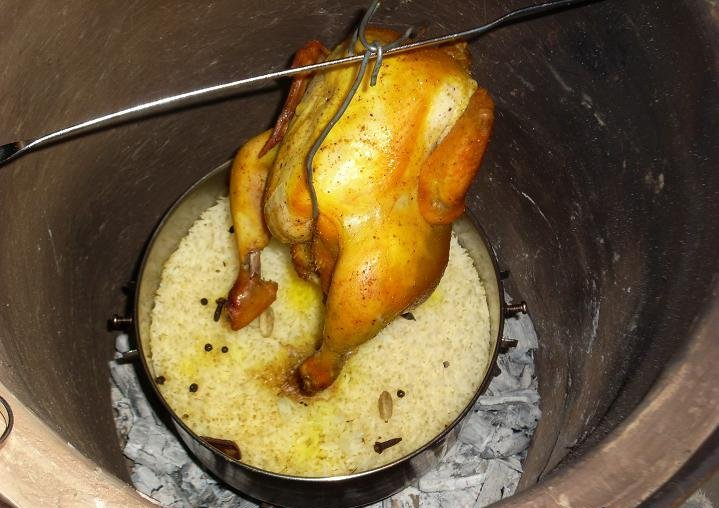
Kuře zavěšené nad rýží v zemní peci, tradiční příprava mandi

Mandi se obvykle připravuje z rýže, masa (jehněčího, velbloudího, kozího nebo kuřecího) a směsi koření zvaného hawaij. Od ostatních masových pokrmů jej odlišuje technika vaření, která spočívá v tom, že se pokrm připravuje v zemní peci. Suché dřevo (tradičně se používala akácie zkroucená nebo saxaul stepní) je umístěno v zemní peci a spáleno, aby se vytvořilo potřebné teplo, které přeměňuje dřevo na dřevěné uhlí. Maso se pak vaří s celým kořením do měkka a okořeněný vývar se pak používá při vaření rýže basmati na dně zemní pece. Maso je zavěšeno uvnitř pece nad rýží a nedotýká se dřevěného uhlí. Poté se celá pec uzavře hlínou, a to na dobu až osmi hodin.

## Regionální varianty a jeho popularita
Mandi se z Jemenu rozšířilo do mnoha částí Arabského poloostrova, včetně Saúdské Arábie, Spojených arabských emirátů a Egypta. Konzumuje se také v oblastech jako je Levanta, Turecko a jižní Asie, kde je v indické Kérale známé pod názvem kuzhi mandi. Každá oblast používá při jeho přípravě vlastní koření i způsob přípravy, což vede k jedinečným variantám tohoto pokrmu.
V Jemenu se mandi tradičně podává na velkých společných mísách a často je doprovázeno pikantní rajčatovou omáčkou, v Jemenu známou jako zahawig a v Saúdské Arábii jako dakoos, která zvýrazňuje chuť pokrmu. S mandi se také běžně podává salatah, čerstvý zeleninový salát.

## Fotogalerie

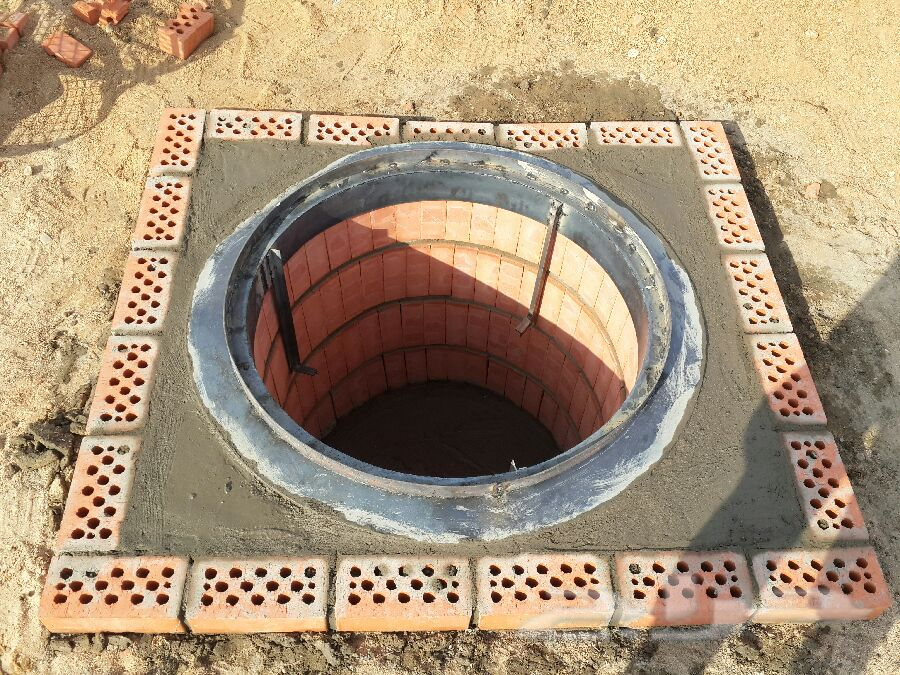
Zemní pec na přípravu mandi
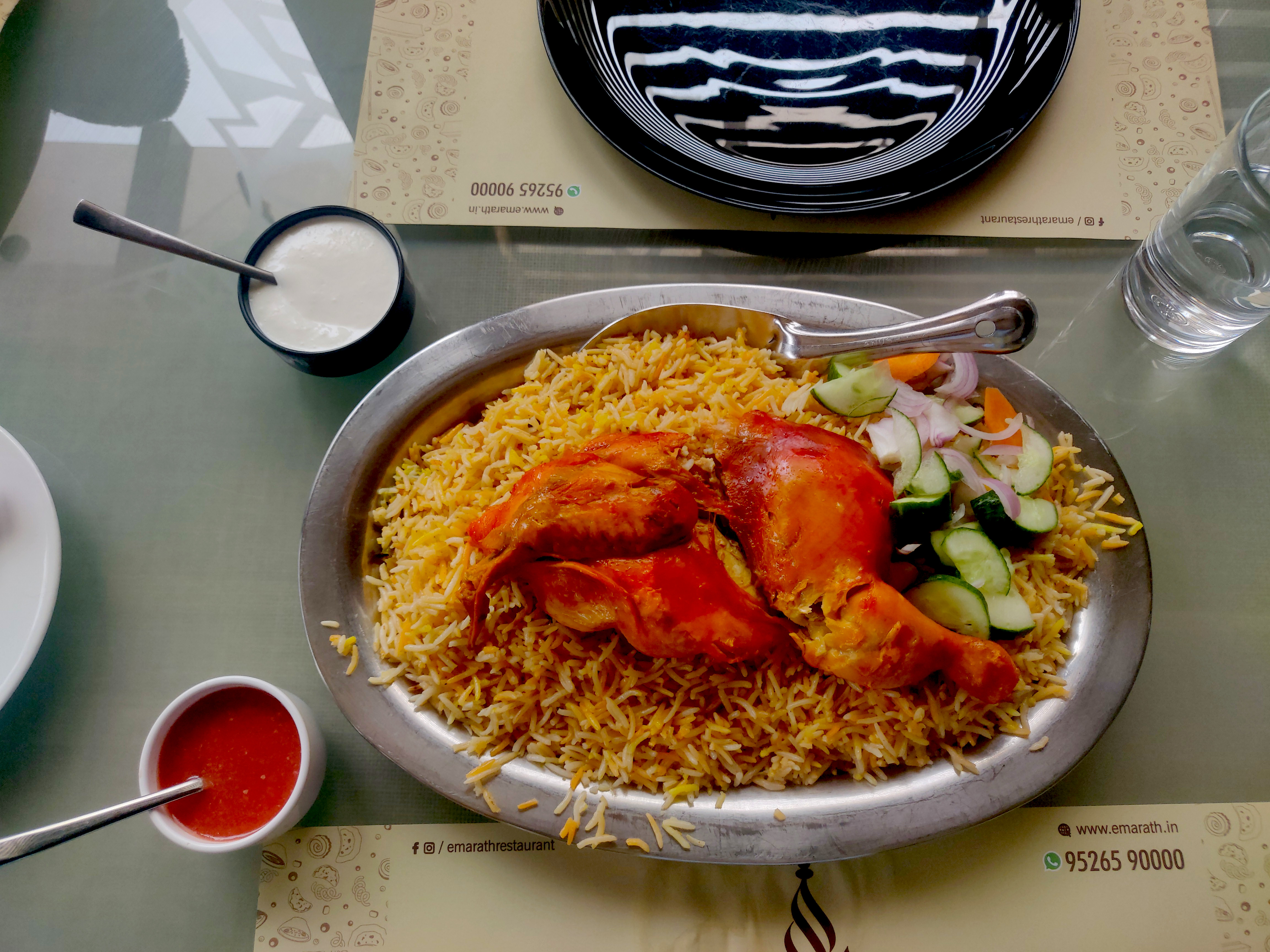
Kéralská varianta kuzhi mandi